# Quintette pour vents et piano de Magnard
Pour les articles homonymes, voir Quintette pour piano et vents.
Le Quintette pour vents et piano en ré mineur opus 8 est un quintette pour flûte, hautbois, clarinette, basson et piano d'Albéric Magnard. 

## Présentation
Dédié à Octave Maus, le Quintette de Magnard est composé en 1894 et créé le 3 avril 1895 aux concerts de la Libre Esthétique à Bruxelles. Les interprètes sont alors : Théophile Antony (flûte), Guillaume Guidé (hautbois), Gustave Poncelet (clarinette), Josse Boogaerts (basson) et Théo Ysaÿe (piano). 
Il est publié par le compositeur en 1904.

## Structure
Le Quintette pour vents et piano, « parfaitement construit et d'une grande variété de rythmes », comprend quatre mouvements :
1. Sombre
2. Tendre
3. Léger
4. Finale : Joyeux

La durée d'exécution est d'environ trente cinq minutes.

## Analyse
Au début de l’œuvre, à l'unisson des vents sur un flot d'arpèges du piano, est exposé un thème énergique à la coloration phrygienne :

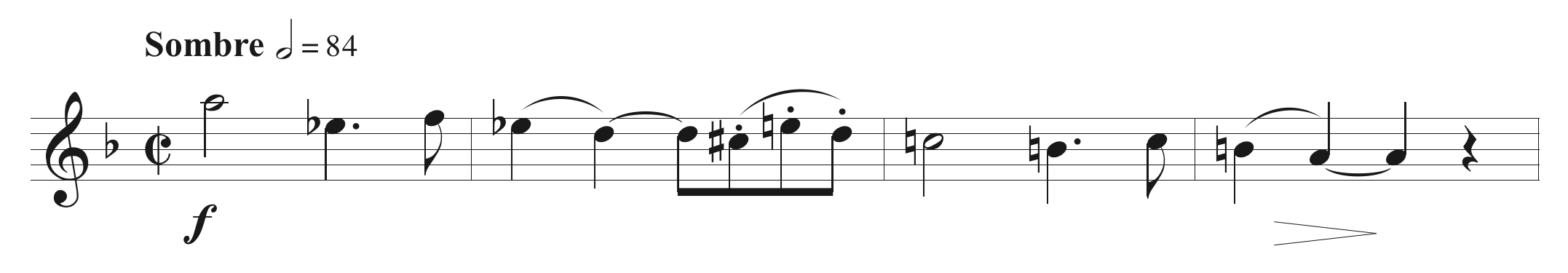
Motif thématique du début du Quintette op. 8 d'Albéric Magnard.

Le premier mouvement s'écoule ensuite en une solide architecture de forme sonate, et se conclut par une coda « sereine et calme [...] dans la clarté du mode majeur ».
Le deuxième mouvement est un mouvement lent, en fa majeur. Il est construit en trois parties : dans la première, après une sorte de choral au piano, la clarinette chante une longue cantilène, « sinueuse et expressive » ; la deuxième partie est très différente, s'articulant autour d'un récitatif au piano seul ; à la troisième partie, une reprise variée et amplifiée de la première, tous les instruments se retrouvent, et le choral initial réapparaît à la fin.
Le troisième mouvement est en si bémol majeur et s'ouvre dans une ambiance « agreste et sensuelle » où la flûte est à l'honneur, avant un long solo de hautbois dans le trio, à la coloration « arabisante » (en si mineur, avec des quartes augmentées) ; vient ensuite la reprise du léger.
Le finale, de forme rondo-sonate, est le « plus long et le plus complexe » des quatre mouvements. Dans le développement terminal, deux idées du mouvement lent sont reprises, et le basson a le loisir, à son tour, de s'exprimer en solo. Ensuite, le thème initial de l’œuvre refait une apparition, et le quintette se termine « dans l'élan jaillissant d'un ré majeur tardivement, mais victorieusement atteint ».
L'ensemble de la pièce est qualifiée par Marcel Labey de « remarquable pour le traitement habile des instruments  ». Harry Halbreich salue l'« élan juvénile » de la partition. Gustave Samazeuilh en apprécie « la jeunesse primesautière, l'allure tour à tour passionnée, élégiaque, humoristique et joyeuse » qui contiennent « déjà, en puissance, toute la personnalité si tranchée de son auteur ».

## Discographie
- Moderniste, Les Vents français : Emmanuel Pahud (flûte), François Leleux (hautbois), Paul Meyer (clarinette), Gilbert Audin (basson), Éric Le Sage (piano) ; in CD 1, Warner Classics, 2019.
- Quintette (Caplet / Magnard), Aura Ensemble, Thorofon CTH 2375, 1998.

- Ensemble de chambre de Zurich : Anna-Katharina Graf (flûte), Roman Schmid (hautbois), Elmar Schmid (clarinette), Jiři Flieger (basson), Adelina Oprean (violon), Thomas Demenga (violoncelle), Christoph Keller (piano) — Accord, 1987[9].

### Ouvrages généraux
- Harry Halbreich, « Albéric Magnard », dans François-René Tranchefort (dir.), Guide de la musique de chambre, Paris, Fayard, coll. « Les Indispensables de la musique », 1989 (ISBN 2-213-02403-0), p. 547–552,
- Marcel Labey, « Magnard, Albéric », dans Walter Willson Cobbett et Colin Mason, Dictionnaire encyclopédique de la musique de chambre, vol. II : K–Z, Paris, Éditions Robert Laffont, coll. « Bouquins », 1999 (ISBN 2-221-07848-9), p. 906–907,
- Paul Pittion, La Musique et son histoire : tome II — de Beethoven à nos jours, Paris, Éditions Ouvrières, 1960, 574 p.,
- Gustave Samazeuilh, Musiciens de mon temps : Chroniques et souvenirs, Paris, Marcel Daubin, 1947 (1re éd. 1915, complété en 1931), 430 p., in-16 (BNF 43254580), p. 161-172.

### Monographies
- Gaston Carraud, La vie, l’œuvre et la mort d'Albéric Magnard, Paris, Rouart, Lerolle & Cie, 1921 (lire en ligne),
- Simon-Pierre Perret et Harry Halbreich, Albéric Magnard, Paris, Fayard, 2001, 642 p. (ISBN 978-2-213-60846-4).